# Ezel
Ezel è una serie televisiva turca andata in onda in Turchia per tre stagioni dal 2009 al 2011.

## Personaggi e interpreti
- Ezel Bayraktar (stagioni 1–2), interpretato da Kenan İmirzalıoğlu.
- Eyşan Tezcan (stagioni 1–2), interpretato da Cansu Dere.
- Cengiz Atay (stagioni 1–2), interpretato da Yiğit Özşener.
- Ali Kırgız (stagioni 1–2), interpretato da Barış Falay.
- Azad Karaeski (stagioni 1–2), interpretato da Burçin Terzioğlu.
- Ramiz Karaeski (stagioni 1–2), interpretato da Tuncel Kurtiz.
- Selma Hünel (stagioni 1–2), interpretato da Nurhan Özenen.
- Tevfik Zaim (stagioni 1–2), interpretato da Sarp Akkaya.
- Kenan Birkan (stagioni 2), interpretato da Haluk Bilginer.

## Episodi
| Stagione   | Episodi | Anno      |
| ---------- | ------- | --------- |
| Stagione 1 | 33      | 2009–2010 |
| Stagione 2 | 38      | 2010–2011 |